# Ctenus maculatus
Ctenus maculatus este o specie de păianjeni din genul Ctenus, familia Ctenidae, descrisă de Franganillo, 1931.
Este endemică în Cuba. Conform Catalogue of Life specia Ctenus maculatus nu are subspecii cunoscute.